# Zasloužilý umělec Tádžikistánu
Zasloužilý umělec Tádžikistánu (Ҳунарпешаи Шоистаи Тоҷикистон) je čestný titul, existující od roku 1990. Dříve existoval titul "Zasloužilý umělec Tádžické SSR. Titulem jsou oceňováni zvlášť vynikající umělci země. Vedle tohoto uměleckého titulu existuje ještě vyšší titul Národní umělec Tádžikistánu.